# Gajularega
Gajularega è una suddivisione dell'India, classificata come census town, di 13.078 abitanti, situata nel distretto di Vizianagaram, nello stato federato dell'Andhra Pradesh. In base al numero di abitanti la città rientra nella classe IV (da 10.000 a 19.999 persone).

## Società

### Evoluzione demografica
Al censimento del 2001 la popolazione di Gajularega assommava a 13.078 persone, delle quali 6.536 maschi e 6.542 femmine. I bambini di età inferiore o uguale ai sei anni assommavano a 1.653, dei quali 829 maschi e 824 femmine. Infine, coloro che erano in grado di saper almeno leggere e scrivere erano 7.834, dei quali 4.500 maschi e 3.334 femmine.